# 荒川ラップブラザーズ
荒川ラップブラザーズ（あらかわラップブラザーズ）は伊集院光と久保こーじによる音楽ユニット。略称はARB。（略称の元ネタはバンド「アレクサンダー・ラグタイム・バンド」、略称ARB。）

## メンバー
- Bro.Hikaru（作詞・ボーカル担当）
- Bro.Cozy（作曲・編曲・コーラス担当）
- Bro.Sabu（Bro.Hikaruの弟分、「バイクの事故で死んだ」設定だったが実際は架空のメンバー）

活動していた当時、Bro.Hikaruは伊集院光と、Bro.Cozyは久保コージ（当時の表記）とは別人だとしていたが、伊集院光のOh!デカナイト最終回で伊集院本人が自分であることを認めた。

## 設定
1985年5月に「ARAKAWA魂」という自主制作カセットを販売、880本を即日完売。1986年にデビュー、同年都電停留所めぐりツアーのスタート1週間前にBro.Sabuがバイクで事故死したことにより活動休止。1991年に2人で活動を再開、1992年3月にSony Recordsからメジャー・デビュー。同年6月、日比谷野外音楽堂にて入場料100円ライブを実施したが、アンコール時に狙撃され、ヘリコプターで会場を脱出。その後行方不明となる。
- 事実と符合しているのは1992年のデビュー、100円ライブ実施のみ。

## エピソード
ラジオでは2人の気に入らない葉書が来ると本番中にその葉書を破ったり（実際に破っていたのは番組の進行表だと後に伊集院が語っている）、スタジオで暴れるのが恒例となっていた。
オールナイトニッポンでは2人の紹介テープを番組冒頭から約30分流したため、2人の登場が午前1時30分ごろになり、それに怒った2人が登場と同時にスタジオで暴れたため、2人を知らないリスナーから2人は暴力団関係者で、翌3月1日施行の暴力団対策法に抗議するための番組ではないかという内容のFAXが届き、番組で紹介された。
2007年2月に『アナーキー・イン・AK』『GAMAN everybody』『Once upon a time in AK』が通信カラオケDAMにて配信された。

## ディスコグラフィー

### シングル
- アナーキー・イン・AK（1992年3月1日 Sony Records SRDL-3447）
  - タイトルの元ネタはセックス・ピストルズの楽曲「アナーキー・イン・ザ・U.K.」。

収録曲
1. アナーキー・イン・AK
2. アナーキー・イン・AK (ORIGINAL LIVE VERSION)

### アルバム
- ARAKAWA魂（1992年5月21日 Sony Records SRCL-2414）

#### 収録曲
1. SOUL of ARAKAWA(Instrumental)
2. Gaman everybody
  - タイトルの元ネタはTM NETWORKの「COME ON EVERYBODY」
3. ARAKAWA RAP BROTHERSのテーマ〜O.V.E. -OVERFLOW ERROR-
  - 途中、「そんなに大切なことなんですか?」と叫んでいる人は伊集院光のOh!デカナイトのリスナーである一般女性。）
4. Once upon a time in AK+アナーキー・イン・AK　(additional version)
  - タイトルの元ネタは映画「ワンス・アポン・ア・タイム・イン・アメリカ」）

- CDのジャケット裏面の曲名表記は、以下のようになっている。

1. SOUL of ARAKAWA(Instrumental)
2. GAMAN everybody
3. ARAKAWA RAP BROTHERSのテーマ～O.V.E. OVERFLOW ERROR
4. Once upon a time in AK＋アナーキー・イン・AK　(additional version)

## ラジオ
- 荒川ラップブラザーズ　アナーキーで行こう（伊集院光のOh!デカナイトの内包番組　ニッポン放送） - 後に久保と、この番組のディレクター（小林佐和子、愛称ミクロ小林）が結婚している。
- 荒川ラップブラザーズのオールナイトニッポン（1992年2月29日　ニッポン放送） - 山本剛士（同局アナウンサー）も進行役として出演。